# Ismael Rivera
Ismael Rivera (* 5. Oktober 1931 in Loiza Aldea, Puerto Rico; † 13. Mai 1987) war einer der einflussreichsten Sänger Puerto Ricos. Er war in den 1950er Jahren sehr populär in der gesamten Karibik.

## Leben
Schon seit seiner Kindheit musizierte er zusammen mit seinem Freund Rafael Cortijo, mit dem er ab 1954 mehrere erfolgreiche Stücke aufnahm. Seine markante und ausdrucksstarke Stimme war bald in der gesamten Karibik bekannt. In den 1970er Jahren war Rivera bereits eine Legende. Er förderte mehrere junge Salsa-Musiker wie Rubén Blades und Ismael Miranda und wurde zum Vorbild vieler anderer.

## Diskografie (Auswahl)
- ¡Bienvenido!, LP 1965
- De Colores, LP 1968
- Lo Último en La Avenida, LP 1971
- Esto Fue Lo Que Trajo El Barco, LP 1972
- Traigo de Todo, LP 1974
- Esto Sí Es Lo Mío, LP 1978
- Legend, CD 1984
- La Leyenda Continua, CD 1991
- Maelo... El Unico, CD 1992
- Fiesta Boricua, CD 1994